# Infern - Cant Vint-i-tresè
El cant vint-i-tresè de l'Infern de Dante Alighieri té lloc en la sisena fossa del vuitè cercle, on són castigats els hipòcrites; som al matí del 9 d'abril de 1300 (Dissabte Sant), o segons altres comentaristes el 26 de març de 1300.
Després dels dos anteriors (Cants XXI i XXII), el cant tanca l'episodi del fossat dels estafadors, on Dante i Virgili són testimonis de les aventures d'un grup de diables (els Malabranca), que els són assignats, malgrat ells mateixos i com a escorta no sol·licitada. La primera part del cant segueix l'estil dels dos anteriors, clarament còmic, amb un ritme ràpid i nombrosos personatges, clar exemple de la ductilitat poètica de Dante. La segona part, amb un to i un ambient completament diferent, està dedicada al fossat dels hipòcrites, abans del final amb sorpresa que torna a un estil més burlesc i que tanca el passatge dels diables de la fossa anterior.

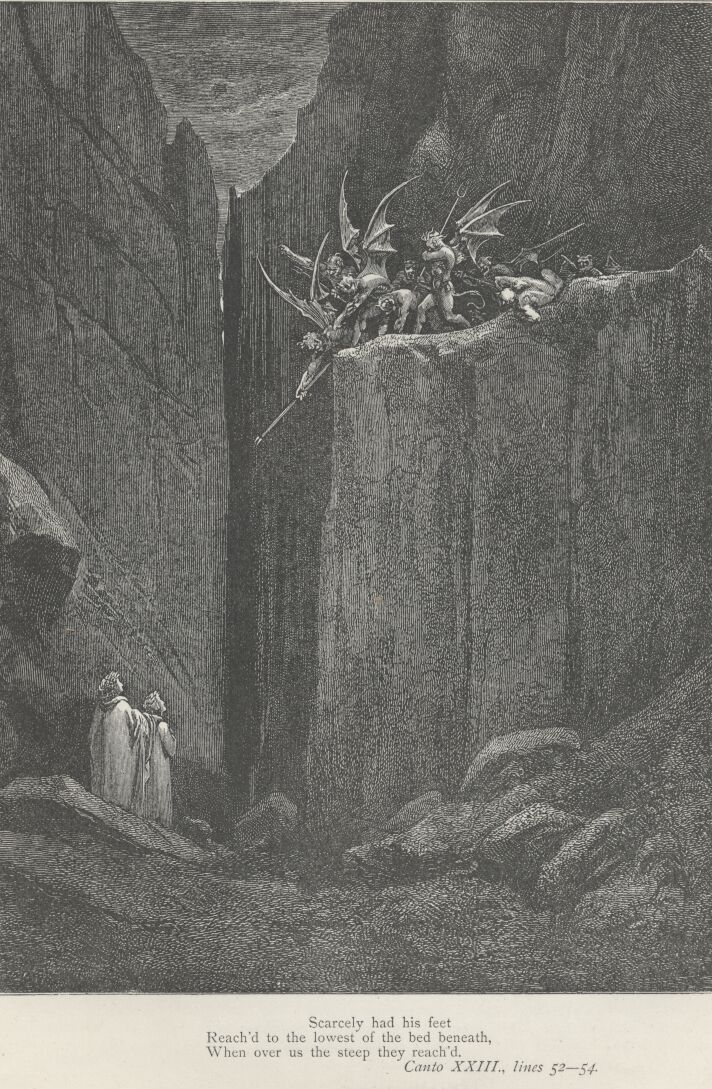
Temor i fuga dels poetes. (Cant XXIII, vv 34-57), il·lustació de Paul Gustave Doré

## Anàlisi

### Fugida de Dante i Virgili - vv. 1-57
El cant comença amb la figura dels dos pelegrins que, després d'haver-se escapolit dels diables mentre es barallaven a la fi del cant anterior, ara caminen: «Sols, en silenci, i sense companyia», i en fila com frares menors. Dante també ens fa saber el que estava pensant en aquest moment de silenci, en una faula d'Isop (fins i tot si es tractava d'un afegit medieval al Liber Esopi), la faula de la granota i el ratolí; que ell veia similar a l'aventura dels diables de la mateixa manera que les paraules mo' i issa (ambdues signifiquen "ara", en dialecte florentí - avui sols s'utilitza des de Spoleto per avall- o a Pisa i Lucca).
El conte en qüestió parlava d'una granota que accepta portar un ratolí a l'esquena per fer-li travessar un estany, però després d'haver-se lligat la cua a una pota, intenta ofegar-lo a mitjan camí, però un falcó, atret pel moviment del ratolí el captura, atrapant al mateix temps la granota que està lligada amb ell; el significat és per tant aquest: aquell que té males intencions pot ser víctima de la seva mateixa maldat; i això segons Dante pot ser aplicat a l'episodi del cant anterior on el paper de la granota el faria Ciampolo de Navarra, i els dimonis com a talps, encara que els papers es podrien intercanviar, "la pega" en canvi té el paper del falcó que els castiga a tots.
Però com una explosió que en porta una altra, els pensaments es persegueixen en la ment de Dante, que ara s'ha adonat que els diables podrien venir a venjar-se sobre ells, culpables després de tot d'haver facilitat la fugida del condemnat amb les seves llargues preguntes. La por que els estiguin perseguint, com un gos a la llebre, Dante la manifesta a Virgili, que ja li ha llegit el pensament com si ell fos un mirall de «vidre plomat», que com imatges reflectís els pensaments de Dante.
Tan aviat com Virgili acaba de suggerir que podrien baixar del terraplè a la següent fossa, vet aquí que ja en la distància es veuen arribar els dimonis ràpidament amb les seves ales esteses; davant la qual cosa, Virgili immediatament agafa Dante amb un gest protector i maternal i es llença avall pel pendent: «portant-me sobre el seu pit abraçat / com un fill seu, i no com un company» (vv. 50-51)
Dante exposa una viva semblança per descriure el descens als braços del seu mestre, que diu que actua com ho faria una mare que es desperta pel so d'un incendi i pren el fill per salvar-lo «i es preocupa molt més d'ell que d'ella», vestida només amb una camisa. La rapidesa de Virgili que s'ha tirat avall en supí amb el deixeble en braços, li recorda també l'aigua que baixa pels canals d'un molí.
Tan aviat com els dos toquen a terra, els diables arriben a la part alta del turó on feia poc es trobaven els dos poetes, però ara no representen cap perill perquè en estar destinats a la cinquena fossa, la providència divina els pren el dret d'abandonar-la.

### La fossa dels Hipòcrites - vv. 58-72
Una vegada arribats al fons del següent fossat, l'ambient del cant canvia completament i n'hi ha prou amb el primer tercet per marcar l'atmosfera de silenci i dolor.
«Vàrem trobar allà una gent pintada
que voltava amb uns passos molt lents,
plorant i amb cara vençuda i cansada.»
(vv. 58-60)

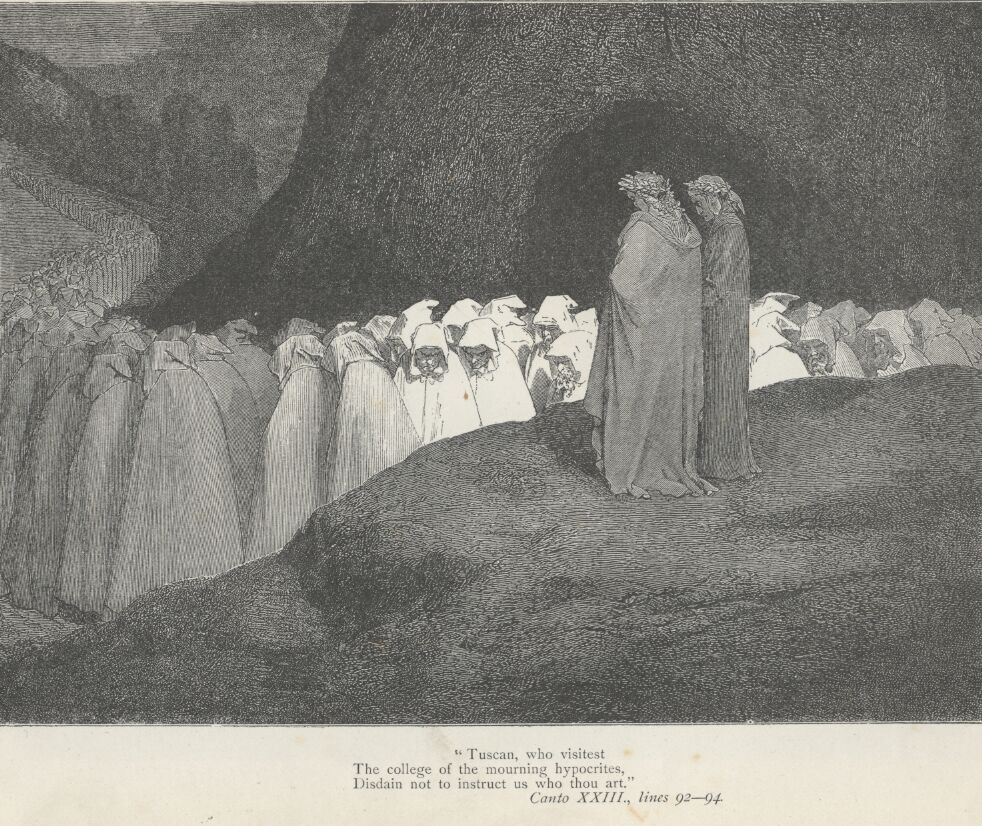
Els hipòcrites, il·lustració de Gustave Doré

Els condemnats estan pintats, això és, coberts per una enlluernadora capa daurada, i caminen amb passos lentíssims, plorant, amb una manera de fer, de qui és vençut pel cansament (hendíadis: amb cara vençuda i cansada). Vesteixen capes amples com de monjo, semblants a les que porten aquells monjos de Cluny, però que per dins, estan folrades de pesadíssim plom. Són tan pesants que aquelles de Frederic, en comparació, semblarien de palla: al·lusió a una llegenda sobre el salvatgisme de l'emperador Frederic II, inventada (ideada) i difosa pel partit Güelf, que Dante creu veritable, pensant que era normal castigar els culpables de traïció vestint-los una capa de plom abans de posar-los sobre una caldera roent.
Els condemnats «atents al seu trist plor», caminaven tan lentament que a cada nova passa dels pelegrins avançaven algú i tenien nous companys.
L'atmosfera d'aquest cant ha estat definida algun cop com a "conventual", de fet, la fossa és definida en els versos 91-92 com a "col·legi (paraula que freqüentment indicava comunitat de frares) dels hipòcrites".
El contrapàs d'aquests condemnats (aviat es descobrirà que són els hipòcrites) consisteix en l'analogia respecte a la seva conducta en la vida: a l'exterior mostraven una imatge esplèndida, que dins d'ells covava el seu veritable pensament fosc.
Dante podria haver influït en l'etimologia fantasiosa elaborada per Uguccione della Faggiuola segons la qual la paraula hipòcrita estaria formada per les paraules hypò, "sota", i chrysòs, "or" expressant "que porta l'or a sobre" o "que amaga alguna cosa sota l'or" (en realitat hauria de derivar de hypocrités "actuar, fingir, actor")[1].
La visió que Dante tenia d'aquests pecadors segurament era influenciada pels evangelis, on Jesús es llençava amb vehemència durant les seves predicacions contra aquest comportament. La hipocresia és el tema dominant del poema en hendecasíl·labs "Fiore" que alguns han considerat una obra juvenil de Dante.

### Els frares del Goig: Catalano i Loderingo - vv. 73-108

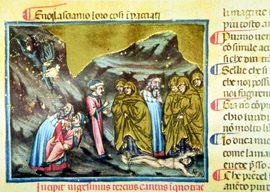
Escola toscana, Dante i Virgili troben els Hipòcrites que caminen sobre el cos de Caifàs. Finals del.

En aquest moment, Dante manifesta a Virgili la voluntat de parlar amb algú, reconeixent potser algun condemnat, les seves paraules són suficients perquè es giri un que entén la llengua toscana. Dante veu llavors una mica darrere seu: «dos amb cara / de tenir molta pressa d'acostar-se'm, / però els frenava el pes i el camí estret.»(vv. 82-84). Quan aquests arriben fins a ell se'l miren i observen en silenci. Parlant entre ells veuen que Dante està viu perquè se li mou la gola, és a dir respira, i li pregunten qui és. Dante que no diu mai el seu nom, respon breument: «Jo vaig nàixer i créixer / prop del bell riu Arno, en la gran ciutat, / i vinc ací amb el cos que he tingut sempre.» (vv. 94-96).
Després de preguntar qui són els condemnats i quina és la pena que de dolor els mulla les galtes, el primer respon que el dolor és degut al pes del plom de les capes, que els fa gemegar com el pes excessiu fa gemegar una balança. Van ser frares del Goig (de la Milícia de la Beata Verge Maria) bolonyesos, el que parla és Catalano dels Malavolti i l'altre Loderingo dels Andaló, ambdós foren enviats com a pacificadors a Florència el 1266. Van fallar en aquesta empresa, com bé coneixia Dante, encara que fos només mirant a la Torre del Gardingo, la principal torre dels Uberti reduïda a runes en el temps de l'expulsió dels Gibelins el mateix 1266, en tal estat miserable, encara es trobava en temps de Dante abans de ser aplanada per fer l'actual plaça de la Signoria.

### Caifàs - vv. 109-126
Dante llavors, comença una oració: «Germans, els vostres mals ... » (no se sap quin to havia decidit donar al seu discurs, fos reprovador o barrejat amb compassió o una altra cosa). Però s'interromp bruscament davant la visió, d'un home crucificat (o clavat, per dir-ho més clarament) a terra amb tres pals, el qual, quan descobreix que és vist per Dante es retorç bufant-se en la barba .
A continuació, el frare Catalano explica que es tracta d'aquell que va aconsellar als fariseus de sacrificar un home sol per evitar desgràcies al poble i que ara està despullat sota el pas de tots els altres condemnats. Ell és per tant Caifàs, el summe sacerdot de Jerusalem que feu executar Jesús prenent com a coartada el pretext de salvar el poble sacrificant al molest predicador.
En realitat els arguments adduïts per Caifàs als fariseus del Sanedrí eren tot menys fútils i injustificats (l'adoració popular pel Fill de Déuhauria pogut definitivament provocar una revolta, les consegüents represàlies dels Romans i greus restriccions del poder dels sacerdots hebreus); i l'Evangeli de Sant Joan -l'únic que registra aquests arguments- no parla en cap moment d'hipocresia del summe sacerdot; sobre la qual, a la inversa, insisteixen els evangelis sinòptics. Però per a Dante la veritat de la revelació és, manifestament, indivisible. Això no obstant, el mateix Joan, en testimoniar la paraula de Jesús en el darrer sopar ("si no hagués fet entre ells coses que ningú altre ha fet mai, no tindria culpa; però ara les han vistes, i m'han odiat tant a mi com al meu Pare") sanciona la mala fe dels sacerdots del Sanedrí.

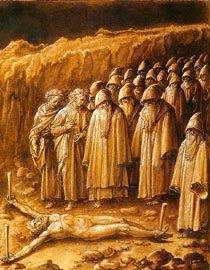
Els hipòcrites segons Giovanni Stradano (1587)

Culpable d'haver baratat la vida de Crist pels privilegis de la casta sacerdotal, i d'haver provocat la revocació de la predilecció divina pel poble hebraic, Caifàs ha de suportar per tota l'eternitat el pes, no de la pròpia, sinó de tota la hipocresia del món.[2]
També el seu sogre Annàs és turmentat de la mateixa manera, i també els altres fariseus que van prendre part en el consell, que fou causa de desgràcia per als hebreus (els jueus).
Virgili es mostra sorprès de veure aquell condemnat en creu de forma tan vil, i sobre aquesta sorpresa de Virgili, alguns comentaristes, s'han esforçat a treure'n un significat al·legòric; segons uns altres, la sorpresa és deguda només al fet que durant la primera excursió per l'Infern del poeta llatí (Infern cant IX, vv: 22-30), aquests condemnats no existien encara, ja que pertanyien a l'era cristiana.

### Les mentides del diable - vv. 127-148
Virgili demana llavors al frare si hi ha una sortida cap a la dreta d'aquesta fossa, ja que cap a l'esquerra no poden tornar, perquè són perseguits pels "àngels negres", és a dir els Malesbranques; Catalano respon que no gaire lluny d'allí: «hi ha una roca que, eixint del cercle gran, / fa de pont de tots els fossats horribles, / excepte aquest: ací el pont s'ha ensorrat; / però podreu pujar per les ruïnes / que van del fons cap amunt del coster.» (vv.134-138).
En sentir això Virgili es queda una estona amb el cap cot i després diu: «Malament explicà el tema / aquell que clava el ganxo als pecadors.» (vv. 140-141), és a dir, ens va enganyar aquell que enganxa els pecadors d'allà (Malacua).
En aquest moment reapareix l'atmosfera còmica de la fossa anterior, quan Catalano demostra a Virgili que ha estat enganyat i arriba a burlar-se de la seva ingenuïtat: «Jo he sentit dir a Bolonya / que el diable té molts vicis, i entre ells / que és mentider, pare de la mentida.»(vv.142-144), és a dir que ell va sentir contar en la docta Bolonya que el diable és pare de la mentida, donant a entendre sarcàsticament que per saber una tal banalitat, no cal anar a la Universitat de Bolonya.
Virgili encaixa el cop en silenci (és important el significat al·legòric de què la Raó pot ser enganyada pel frau, sobretot quan aquest és tan groller i inútil) i se'n va a grans passes amb una actitud una mica irada, mentre Dante li corre darrere, «seguint les petges que estimava tant». Es clou així aquest cant, amb un final sorprenent, que fa repensar tot l'episodi, de la comèdia dels dimonis, sota una llum completament diferent.

## Recitat del Cant Vint-i-tresè a la xarxa
- Vittorio Gassman: « https://www.youtube.com/watch?v=4tGWl-mHPLk »
- Carlo d'Angelo: « https://www.youtube.com/watch?v=MiESzlvooTY»
- Lectura i comentari de Vittorio Sermonti: « https://www.youtube.com/watch?v=T7-14klpN9c »
- Roberto Benigni: « https://www.youtube.com/watch?v=7ZTeoLxjFI4&t=88s»
- Paràfrasi i imatges animades: «https://www.youtube.com/watch?v=lgNf1_0LVaU»